# Carlos II, Duque de Gueldres
Carlos de Egmond (9 de Novembro de 1467 – 30 de Junho de 1538) foi duque de Gueldres de 1492 até sua morte. Era filho de Adolfo de Egmond e Catarina de Bourbon. Teve papel importante durante a rebelião camponesa da Frísia e nas Guerras Guéldricas.

## Biografia
Carlos nasceu em Arnhem ou Grave e cresceu na corte de Carlos, o Temerário, duque da Borgonha, que havia comprado o título de duque de Gueldres de Adolfo de Egmond em 1473. Ele participou de diversas batalhas contra os exércitos de Carlos VIII de França, até ser capturado na Batalha de Béthune, em 1487.
Em 1492, as cidades de Gueldres, que haviam se desencantado sob o comando do rei Maximiliano - que havia adquirido terras burgúndias para os Habsburgos por casamento - resgataram Carlos e o reconheceram como seu duque.
Carlos teve apoio do rei francês, porém, em 1505, Gueldres foi retomada pelo filho do rei Maximiliano, Filipe, o Belo. Carlos teve de acompanhar Filipe à Espanha para presenciar a coroação dele como rei de Castela, mas conseguiu escapar em Antuérpia. Pouco tempo depois, Filipe morreu na Espanha e, em julho de 1513, Carlos obteve novamente controle sobre toda Gueldres.
Em 1519, Carlos casou-se com Elisabete de Brunsvique. O casamento não produziu frutos. Carlos, no entanto, foi pai de muitos filhos ilegítimos.
Em seu conflito contra os Habsburgos, Carlos foi um importante aliado dos camponeses rebeldes da Frísia, tendo inicialmente apoiado financeiramente o líder rebelde Pier Gerlofs Donia e subornado o Conde de Nychlenborch, um vassalo da Borgonha encarregado de acabar com a rebelião. Quando a sorte deixou o lado dos rebeldes, Carlos cessou o seu apoio e trocou de lado, junto com comandante militar Maarten van Rossum.
No tratado de Gorinchem (1528), o imperador Carlos, filho de Filipe, o Belo, propôs reconhecer Carlos de Egmond como duque de Gueldres, contanto que herdasse o título caso o duque morresse sem herdeiro. O duque, que à época não tinha nenhum filho legítimo, adiou a assinatura do tratado. Outra batalha teve início, após a qual essa passagem foi removida do acordo. Em 1536 houve finalmente paz entre Guelders e Borgonha.
Carlos morreu em Arnhem e está enterrado na igreja de Santo Eusébio.

## Família
Sua única irmã legítima, a gêmea Filipa de Gueldres, duquesa de Lorena (1467-1547), morreu durante o reino de seu bisneto, o duque Carlos III.